# La Rue Kétanou

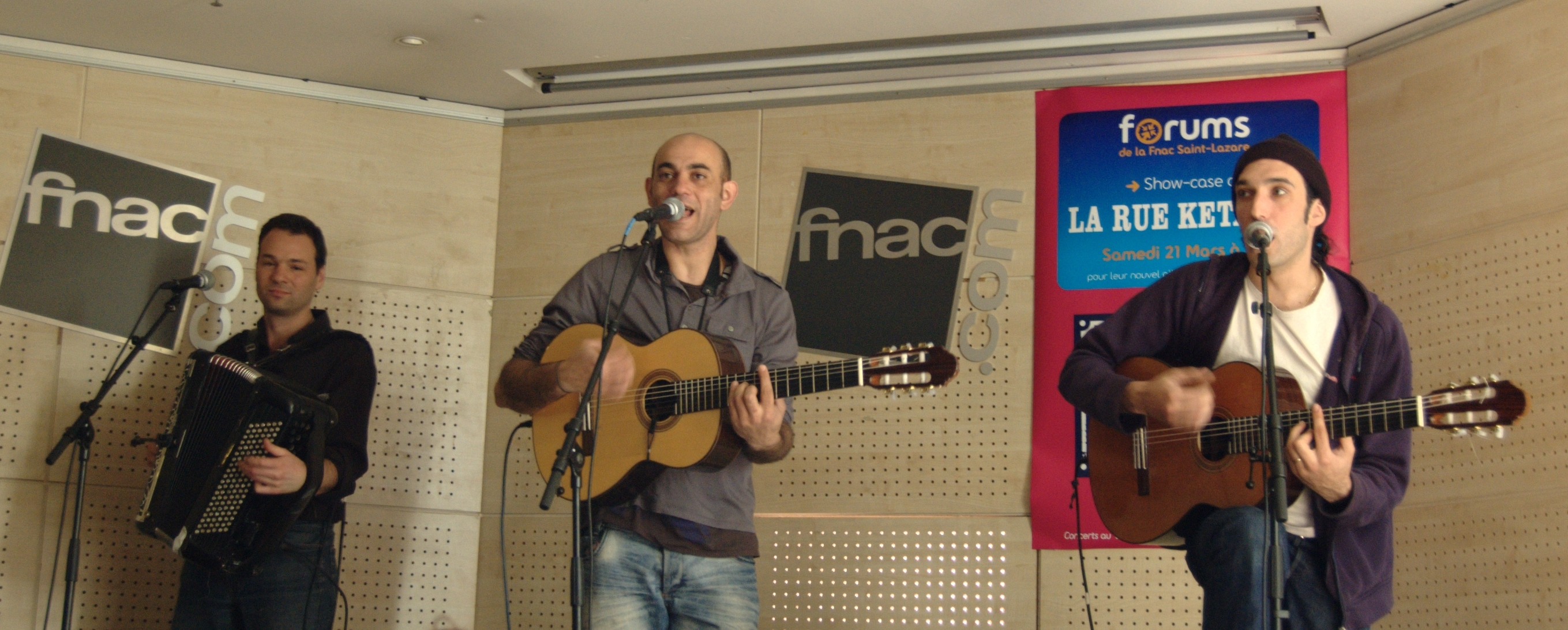
La Rue Kétanou in 2009

La Rue Kétanou is een Franse band die een mengeling brengt van onder meer zigeunermuziek, folk, reggae en pop. 
De groep is ontstaan in 1996 in het Théatre du Fil van Savigny-sur-Orge, waar de drie oorspronkelijke groepsleden (Florent Vintrigner, Olivier Leite en Mourad Musset) elkaar ontmoetten. Ze trokken de straten in met een voorstelling die muziek en theater vermengde.
De naam is een verbastering van "la rue qui est à nous", wat letterlijk vertaald "de straat die van ons is" betekent.
Het is een verwijzing naar hun straatmuziek in het bijzonder en naar straattheater in het algemeen, duidelijk terug te horen in de tekst van Y a des cigales.

## Groepsleden
- Florent Vintrigner: banjo, gitaar, harmonica, accordeon, zang
- Olivier Leite: gitaar, percussie, zang
- Mourad Musset: gitaar, percussie, zang
- Pierre Luquet: accordeon, zang

## Discografie
- En attendant les caravanes (2001)
- Y'a des cigales dans la fourmilière (2002)
- Ouvert à double tour (2004)
- À Contresens (2009)
- La Rue Ketanou et le Josem (2011)
- Allons voir (2014)
- 2020 (2020)
- À Cru (2021)